# Jo Gideon
Joanna Mary Gideon, née le 7 novembre 1952, est une femme politique du Parti conservateur britannique, qui est députée pour Stoke-on-Trent Central de 2019 à 2024,.

## Jeunesse et carrière
Gideon est née en 1952, fille d'Eric Bransby Gideon et Joan Catherine Gideon. Son père Eric est un vétéran du jour J, qui a reçu la Légion d'honneur française en 2017 pour ses services pendant la guerre. Elle étudie à la Stourbridge High School, puis obtient un diplôme (BA avec distinction en allemand) de l'Université de Birmingham. Elle travaille dans l'enseignement supérieur en tant que propriétaire d'une petite entreprise, est entrepreneure sociale puis dirige une entreprise d'importation et de vente de papier artisanal,.

## Carrière politique
Gideon se présente au siège marginal de Scunthorpe aux élections générales de 2015, mais perd face au sortant travailliste Nic Dakin. Aux élections générales de 2017, elle se présente à un autre siège marginal, Great Grimsby, et termine 2565 voix derrière la députée travailliste sortante, Melanie Onn. Gideon est élue au conseil d'arrondissement d'Ashford en mai 2019 en tant que conseillère d'arrondissement, où elle est membre du cabinet pour la sécurité et le bien-être communautaires. Elle démissionne de son poste de conseillère après son élection au Parlement en décembre 2019.
Elle a également travaillé comme assistante de Damian Green, ancien ministre du Cabinet et député d'Ashford depuis 1997.

## Vie privée
Gideon est divorcée. Elle a deux fils et une fille, l'actrice Ingrid Oliver.